# مزرعه دکتر رضوان
مزرعه دکتر رضوان یک منطقهٔ مسکونی در ایران است که در دهستان زفره واقع شده‌است.